# Пискунов, Сергей Антонович
Сергей Антонович Пискунов (4 февраля 1940 — 14 октября 1992) — русский советский писатель, учёный, общественный деятель, ректор Орловского педагогического института (ныне Орловский государственный университет имени И. С. Тургенева).

## Биография
Родился Сергей Пискунов 4 февраля 1940 года в селе Горки Хотынецкого района в крестьянской многодетной семье Евдокии Яковлевны и репрессированного Антона Ефимовича. Детей было четверо.
Учился в семилетней школе села Пятницкое, а 8 — 10 классы заканчивал в средней школе села Хотьково. Его интересовали все предметы: часами решал интересные задачи, уже в школе изучил немецкий язык так, что свободно говорил на нём, ставил опыты по химии и физике, имел склонность к живописи, много времени отдавал драматическому кружку, в школьной печати вёл отдел сатиры и юмора, но больше всего его увлекала литература. Читал он много и с упоением русскую и зарубежную классику, любил стихи.
Ещё в школе у Сергея зародилась мечта посвятить свою жизнь учительскому делу. По окончании школы в 1957 году он поступил в Орловский педагогический институт на исторический факультет, который закончил в 1962 году, а в 1972 году — аспирантуру.
После учёбы работал в обкоме комсомола, в 1967—1969 годах избирался его первым секретарём. Затем учился в Академии общественных наук при ЦК КПСС, защитил кандидатскую диссертацию. В 1970-е был заведующим отдела науки и учебных заведений Орловского обкома партии. В 1981 году Сергея Антоновича перевели на работу в аппарат ЦК партии, затем в 1986—1988 гг. — ответственный работник Министерства образования СССР; с 1988 года — член Союза писателей СССР; в 1989—1992 гг. — ректор Орловского пединститута.

## Литературная деятельность
Вскоре после окончания ОГПИ Сергей Пискунов начал свой путь в литературу. Этому поспособствовал орловский писатель Леонид Лаврентьевич Сапронов, которому был посвящён рассказ «Гурты». В 1966 году опубликованы первые рассказы.
Москва дала ему крылья: радиостанция «Юность» на всю страну под музыку Бетховена и Шуберта передала этюды «Лунная соната», «Музыкальный момент», «Ду Фу» и это имело успех.
Характерной чертой большинства произведений С. А. Пискунова является бессюжетность. В центре внимания — душевное состояние, чувства и настроения героев. Прелесть мгновений человеческой жизни сочетается с лирикой природы, которая чаще всего изображается в любимом времени года писателя — в осеннем увядании.

Я рос на орловской и брянской земле. В тех краях, где русская речь отчётливо озаряется отблесками украинского и белорусского слова. Этот особый самоцветный узор наших говоров можно ещё уловить и в неспешном вечернем разговоре в крестьянском доме, и в неповторимой напевности дорожного рассказа бывалого человека. Он даёт возможность точно и образно сказать о неяркой красоте здешних мест, о самой тонкой нити человеческих взаимоотношений
Произведения «малой формы» можно определить как лирические этюды и лирические зарисовки. В них С. А. Пискунов достойно продолжил традиции И. С. Тургенева, И. А. Бунина, М. М. Пришвина.

### Произведения
- «Мгновения» (1982)
- «Утренние песни» (1984)
- «Сама жизнь» (1991)
- «Анис»
- «Муравский шлях»
- «Журавли»
- «Бродяга»
- «На Непрядве»
- «Следы»
- «Близко к зиме»
- «Венок»
- «Гурты»
- «Здравствуйте»
- «Однажды в апреле»
- «Белая сирень»
- «Лунная соната»
- «Вытебеть»
- «Остановка „Матрёнка“»
- «Прощание»
- «Музыкальный момент»
- «Ду Фу»
- Сборник «Звуки памяти» издан посмертно орловским издательством «Вешние воды» к шестидесятилетию писателя.

## Память
- Памятник (скульптор В. Басарев) на могиле С. А. Пискунова открыт в 1993 году в годовщину смерти, на Покров[7].
- В школе села Хотьково Шаблыкинского района создан музей памяти С. А. Пискунова.